# San Nicolás del Puerto
San Nicolás del Puerto é um município da Espanha na província de Sevilha, comunidade autónoma da Andaluzia, de área 44,88 km² com população de 674 habitantes (2007) e densidade populacional de 15,42 hab/km².

## Demografia
| Variação demográfica do município entre 1991 e 2004 | Variação demográfica do município entre 1991 e 2004 | Variação demográfica do município entre 1991 e 2004 | Variação demográfica do município entre 1991 e 2004 |
| --------------------------------------------------- | --------------------------------------------------- | --------------------------------------------------- | --------------------------------------------------- |
| 1991                                                | 1996                                                | 2001                                                | 2004                                                |
| 728                                                 | 726                                                 | 679                                                 | 691                                                 |